# Eduard Mückenhausen
Eduard Mückenhausen (* 17. Februar 1907 in Enzen, Kreis Euskirchen, Rheinland; † 6. Februar 2005 in Bonn) war ein deutscher  Bodenkundler. Als ordentlicher Professor und Direktor des Instituts für Bodenkunde an der Universität Bonn hat er sein zentrales Forschungsgebiet, Bodengenetik und Bodensystematik, zu einem wegweisenden Denkgebäude in der deutschen und internationalen Bodenkunde ausgebaut. 

## Lebensweg
Eduard Mückenhausen, Sohn eines Lederfabrikanten, besuchte das Gymnasium in Euskirchen und absolvierte anschließend eine zweijährige landwirtschaftliche Praxis. Ab 1928 studierte er Naturwissenschaften an der Universität Bonn. Unter der Ägide des Geologen Hans Cloos schrieb er eine Dissertation über die Böden in der Umgebung von Landsberg (Warthe) und wurde 1933 zum Dr. phil. promoviert. Anschließend begann er ein Zweitstudium mit dem Schwerpunkt Landwirtschaft an der Technischen Hochschule Danzig. Mit einer Dissertation über die Wandlungen der Bodentypen im norddeutschen Flachland wurde er 1935 bei dem Bodenkundler Hermann Stremme zum Dr. rer. techn. promoviert.
Von 1935 bis 1938 arbeitete Mückenhausen als Geologe und Bodenkundler bei der Preußischen Geologischen Landesanstalt in Berlin. Anschließend war er für mehrere Monate als bodenkundlicher Fachberater in einem Industriebetrieb tätig. 1939 wurde er zur Wehrmacht einberufen. Erst 1946 kehrte er aus sowjetischer Kriegsgefangenschaft wieder ins Rheinland zurück. 
Im gleichen Jahr wurde Mückenhausen als Oberlandesgeologe mit der Leitung der Abteilung Bodenkunde in dem in Krefeld neugegründeten Amt für Bodenforschung, dem heutigen Geologischen Dienst Nordrhein-Westfalen, betraut. Von hier aus knüpfte er enge Verbindungen zur Landwirtschaftlichen Fakultät der Universität Bonn. Als Lehrbeauftragter hielt er dort auch bodenkundliche Vorlesungen und betreute die Geologisch-Mineralogische Sammlung dieser Fakultät. Diese Zusammenarbeit ebnete ihm den Weg zu einer kumulativen Habilitation. Als Habilitationsschrift wählte er seine bereits 1936 publizierte Arbeit Die deutschen Bodentypen nach dem heutigen Stand der Bodentypenlehre. 1948 erhielt er die Venia legendi für das Fach Bodenkunde.
1955 übernahm Mückenhausen als Ordinarius den Lehrstuhl für Bodenkunde an dem neugeschaffenen Institut für Bodenkunde an der Universität Bonn. Er war Mitglied der Landwirtschaftlichen Fakultät, der er in der Amtsperiode 1964/65 als Dekan vorstand, und auch Mitglied der Mathematisch-Naturwissenschaftlichen Fakultät. Das Institut für Bodenkunde leitete Mückenhausen bis zu seiner Emeritierung im Jahre 1975. Auch im Ruhestand war er noch fast zwei Jahrzehnte als Lehrer und Forscher tätig. Er verstarb 2005, wenige Tage vor Vollendung seines 98. Lebensjahres.

## Forschung und Lehre
Für Mückenhausen war Bodenkunde kein Spezialfach, sondern eine global orientierte Wissenschaft, die in der Forschung und Lehre stets enge Kontakte mit anderen Geowissenschaften pflegen sollte. Das nach 1955 an der Universität Bonn gegründete Institut für Bodenkunde hat er von vornherein so konzipiert, dass dort auch disziplinübergreifende Forschungsthemen aus allen Teilbereichen der Bodenkunde bearbeitet werden konnten. Er ließ entsprechende Laboratorien für Bodenchemie, Bodenphysik, Bodenmineralogie und Bodenmikrobiologie einrichten und das Institut mit den notwendigen Geräten für Freilanduntersuchungen ausstatten. Für ihn war die Forschungsarbeit im Gelände „die eigentliche Laborarbeit“. Er hat alle Bodenregionen in Mitteleuropa vor Ort intensiv studiert, aber auch auf Studienreisen in allen fünf Kontinenten seine pedologischen Kenntnisse erweitert. Boden war für ihn nicht nur Pflanzenstandort, sondern ein Forschungsobjekt mit vielfältigen Funktionen.
Die zentralen Forschungsschwerpunkte von Mückenhausen waren die Bodengenetik, die Bodensystematik und die Bodengeographie. Grundlegendes auf diesen Gebieten hatte er bereits in den Jahren vor dem Zweiten Weltkrieg erarbeitet. Im Mittelpunkt für ein umfassendes Bodenverständnis stand für ihn der Bodentyp. Mit den beiden Monographien Die wichtigsten Böden der Bundesrepublik Deutschland … (Erstauflage 1957) und Entstehung, Eigenschaften und Systematik der Böden der Bundesrepublik Deutschland (Erstauflage 1962) hat er die Entwicklung einer Systematik der Böden Deutschlands entscheidend geprägt.
Wesentliche Impulse gab Mückenhausen der Bodenkartierung in Westdeutschland. In mehreren Forschungsarbeiten hat er die Bedeutung von Bodenkarten für die agrarische Nutzung herausgearbeitet. Beachtenswert hierzu ist seine zusammenfassende Schrift Bodenkarten und ihre Anwendung (1980). Neben Themen aus seinen zentralen Forschungsschwerpunkten hat er auch regionale bodenkundliche und aktuelle ackerbauliche Probleme erforscht oder von seinen Doktoranden bearbeiten lassen. Insgesamt 35 Doktoranden führte er zur Promotion. Seine Publikationsliste umfasst weit über 100 Veröffentlichungen.
Auch nach seiner Emeritierung war Mückenhausen noch wissenschaftlich tätig. Hervorzuheben aus dieser Schaffensperiode ist sein Lehrbuch Die Bodenkunde und ihre geologischen, geomorphologischen, mineralogischen und petrologischen Grundlagen. Die erste Auflage erschien 1975, weitere Auflagen folgten 1982, 1985 und 1993. Dieses über 600 Seiten umfassende Lehrbuch, ein Dokument für ein disziplinübergreifendes Verständnis des Naturkörpers Boden, gehört nach wie vor zu den besten Einführungen für Studierende des Fachgebietes Bodenkunde. In den 1990er Jahren publizierte Mückenhausen mehrere Beiträge zur Geschichte der Bodenkunde. 1992 erschien die Schrift Die Entwicklung der Bodenkunde im ehemaligen Deutschen Reich und in der Bundesrepublik Deutschland.

## Tätigkeiten außerhalb der Universität
Mückenhausen war 1949 maßgebend mitbeteiligt an der Neugründung der Deutschen Bodenkundlichen Gesellschaft, die ihn für die Amtsperioden 1962 bis 1970 zum Vizepräsidenten und für die Amtsperiode 1970 bis 1973 zu ihrem Präsidenten wählte. Von 1952 bis 1989 war er federführendes Mitglied des Arbeitskreises Bodensystematik und von 1974 bis 1980 Leiter des Arbeitskreises Paläopedologie dieser wissenschaftlichen Fachgesellschaft.
In der Funktion eines Vizepräsidenten wirkte Mückenhausen in mehreren Kommissionen der Internationalen Bodenkundlichen Gesellschaft. Außerdem beteiligte er sich von 1952 bis 1972 als deutscher Delegierter in der Arbeitsgruppe für Bodenklassifikation und Bodenkartierung der Welternährungsorganisation (FAO) an der Erarbeitung einer Weltbodenkarte.

## Ehrungen und Auszeichnungen
Aufgrund seines hohen fachlichen Ansehens im In- und Ausland wurde Mückenhausen vielfach geehrt und ausgezeichnet. Er war Ehrenmitglied in mehreren wissenschaftlichen Fachgesellschaften, seit 1977 in der Deutschen Bodenkundlichen Gesellschaft, seit 1977 in der Sowjetischen Bodenkundlichen Gesellschaft, seit 1982 in der Internationalen Bodenkundlichen Gesellschaft und seit 1998 in der Deutschen Geologischen Gesellschaft. Hinzu kommen Mitgliedschaften in wissenschaftlichen Akademien in Schweden, Finnland, Luxemburg und Belgien, in der Rheinisch-Westfälischen Akademie der Wissenschaften und im Deutschen Archäologischen Institut.
Von der Universität Kiel erhielt Mückenhausen 1955 den Ruf auf ein Ordinariat für Bodenkunde, ebenso 1966 von der Landwirtschaftlichen Hochschule Hohenheim. Beide Rufe lehnte er jedoch ab. Die Universität Mainz verlieh ihm 1977 den Ehrendoktor der Naturwissenschaften.

## Veröffentlichungen (Auswahl)
- Die Böden der weiteren Umgebung von Landsberg/Warthe und spezielle Untersuchungen an Grundwasserböden. Diss. Univ. Bonn 1933. Zugl. in: Landwirtschaftliche Jahrbücher Bd. 79, 1934, S. 283–322.
- Die Bodentypenwandlungen des norddeutschen Flachlandes und besondere Beobachtungen von Bodentypenwandlungen in Nordniedersachsen. Diss. Techn. Hochsch. Danzig 1935. Zugl. in: Jahrbuch der Preußischen Geologischen Landesanstalt Bd. 56, 1936, S. 460–516.
- Die deutschen Bodentypen nach dem heutigen Stande der Bodentypenlehre. In: Geologische Rundschau Bd. 27, 1936, S. 129–156.
- Die wichtigsten Böden der Bundesrepublik Deutschland, dargestellt in 60 farbigen Bodenprofilen mit Erläuterungen (= Wissenschaftliche Reihe des Land- und Hauswirtschaftlichen Auswertungs- und Informationsdienstes, H. 14). Bad Godesberg 1957; 2. neubearb. Aufl. Verlag Kommentator, Frankfurt am Main 1959.
- Entstehung, Eigenschaften und Systematik der Böden der Bundesrepublik Deutschland. DLG-Verlag, Frankfurt am Main 1962; 2. erg. Aufl. ebd. 1977.
- Die Produktionskapazität der Böden der Erde. Westdeutscher Verlag, Opladen 1973 (zugl. in: Vorträge Rheinisch-Westfälische Akademie der Wissenschaften. Natur-, Ingenieur- und Wirtschaftswissenschaften, N 234, S. 7–61).
- Die Bodenkunde und ihre geologischen, mineralogischen, geomorphologischen, mineralogischen und petrologischen Grundlagen. DLG-Verlag, Frankfurt am Main 1975; 2. Aufl. 1982; 3. Aufl. 1985; 4. Aufl. 1993.
- Bodenkarten und ihre Anwendung. Verlag Schweizerbart, Stuttgart 1980 (zugl. in: Geologisches Jahrbuch, Reihe F., Bodenkunde, H. 8).
- Warum gibt es bis heute keine einheitliche Klassifikation der Böden der Erde? In: Geologisches Jahrbuch Hessen, Bd. 113, 1985, S. 153–162.
- mit E. Schönhals: Zur Geschichte der Deutschen Bodenkundlichen Gesellschaft und der Bodenforschung. Ein Rückblick anläßlich der 40. Wiederkehr ihrer Neugründung. Druck und Vertrieb: Deutsche Bodenkundliche Gesellschaft, Bremen 1989.
- Die Entwicklung der Bodenkunde im ehemaligen Deutschen Reich und in der Bundesrepublik Deutschland. Druck und Vertrieb: Deutsche Bodenkundliche Gesellschaft, Oldenburg 1992.
- Developments in soil science in Germany in the 19th century. In: Advances in Geoecology Bd. 29, 1997, S. 261–275.